# Zacharias Dase
Johann Martin Zacharias Dase (1824-1861) va ser un hàbil calculador mental alemany.

## Vida i Obra
Dase va anar a l'escola a Hamburg des de molt nen. També des de la seva infància va mostrar aptituds extraordinàries en el càlcul mental. Va patir d'epilèpsia tota la seva vida. Als quinze anys ja viatjava per tot Europa fent demostracions de les habilitats: era capaç de calcular el producte de dues xifres de 8 dígits en menys d'un minut i sense paper i d'altres proeses semblants.
Va calcular en dos mesos els primers 200 dígits del nombre π a partir d'una fórmula derivada per John Machin al segle XVIII:
{\displaystyle {\frac {\pi }{4}}=\arctan {\frac {1}{2}}+\arctan {\frac {1}{5}}+\arctan {\frac {1}{8}}}
També va publicar taules de logaritmes i de factors.